# マリア・アウローラ・フォン・シュピーゲル
マリア・アウローラ・フォン・シュピーゲル（ドイツ語: Maria Aurora von Spiegel, 1681年 - 1733年以降）は、ポーランド王アウグスト2世の愛妾。オスマン帝国出身のトルコ人であり、前名はファティマ・カリマン （Fatima, Fatime, Fatima Kariman, Fatima von Kariman）。ブダの戦いで捕虜となったのち、数奇な運命を経てアウグスト2世の最愛の愛妾の一人となった。

## 生涯

### 虜囚
1686年、神聖ローマ帝国はブダの戦いでオスマン帝国に勝利し、ブダを奪還した。この時神聖ローマ軍の兵は、街に取り残されたオスマン帝国人を奴隷にしたり略奪したりした。神聖ローマ軍に参加していたスウェーデン貴族アレクサンデル・エルスキンは、ラズィーヤ（ロージア）、アシイェ（エイシア）、エミネ、ファトマ（ファティマ）という4人の女性を捕らえた。ファティマは自らをムッラーの妻であると名乗った。
スウェーデンに帰ったエルスキンは、フィリップ・クリストフ・フォン・ケーニヒスマルクの姉マリア・アウローラ・フォン・ケーニヒスマルクにファティマを与えた。4人の女性は1686年11月7日にストックホルムで洗礼を受けた。スウェーデン王カール12世とマリア・アウローラ・フォン・ケーニヒスマルクがファティマの代父母となり、マリア・アウローラの名をそのまま洗礼名とした。その後、宮廷マナーとフランス語を身に着けた。

### ポーランド王の愛妾
1691年にアウローラ・フォン・ケーニヒスマルクがザクセン、のちにポーランドに赴きアウグスト2世の愛妾となると、アウローラ（ファティマ）もこれに同行したが、アウグスト2世がアウローラ・フォン・ケーニヒスマルクの元に来るたびに共にいた彼女も王に気に入られ、1701年にアウローラ・フォン・ケーニヒスマルクに代わって王の愛妾となった。彼女は1706年にヨハン・ゲオルグ・シュピーゲルと結婚した。彼は1715年に死去した。
多くの女性との間に膨大な数の子供を産んだアウグスト2世はその子供のほとんどを認知しなかったが、マリア・アウローラとの間の子は認知した。このことからアウグスト2世は特にマリア・アウローラを愛していたとみられる。2人の間の子には、フリードリヒ・アウグスト・ルトフスキ（1702年生）、マリア・アンナ・カタリーナ・ルトフスカ（1706年生、トリノ公使クラウディウス・フォン・ベルガルドの妻がいる。

### 余生
アウグスト2世との愛人関係が終わったのちも、マリア・アウローラは宮廷の中心に残った。1733年にアウグスト2世が死去した際、彼の遺志により8000ターラーの手当がマリア・アウローラに贈られた。